# هسن (هند)
هسن(کانارا:ಹಾಸನ) یکی از شهرها و مرکز ناحیهٔ هسن در ایالت کارناتاکای هند است که در جنوب شهر بنگلور واقع شده‌است.

ایستگاه اتوبوس شهر هسن

## جمعیت
بر اساس سرشماری صورت گرفته در سال ۲۰۱۱ این شهر بالغ بر ۱۵۷ هزار نفر جمعیت دارد، که اکثر آنها به زبان کنادا تکلم می‌کنند.

## جغرافی
این شهر با ارتفاع ۹۳۴متر از سطح دریا آب و هوایی شبیه بنگلور دارد.